# Niger (Bundesstaat)

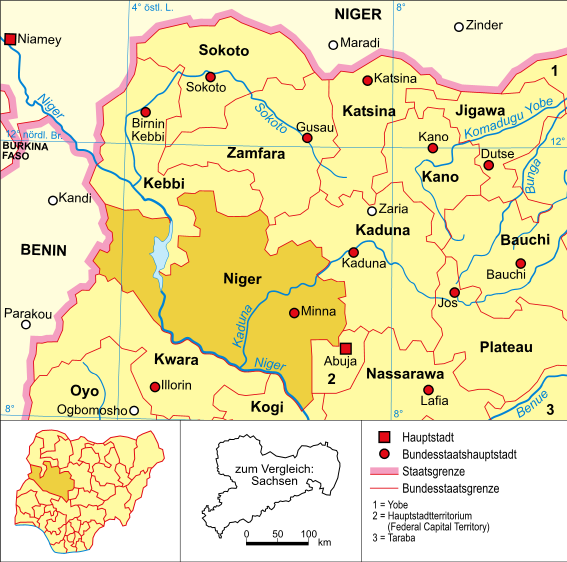
Lage von Niger in Nigeria

Niger (nicht zu verwechseln mit der Republik Niger) ist ein Bundesstaat des westafrikanischen Landes Nigeria mit der Hauptstadt Minna, die mit 291.930 Einwohnern (2005) auch die größte Stadt des Bundesstaates ist.

## Geografie
Der Bundesstaat liegt im Westen des Landes und grenzt im Norden an die Bundesstaaten Kebbi und Zamfara, im Süden an die Bundesstaaten Kwara und Kogi, im Westen an Benin, im Nordosten an den Bundesstaat Kaduna und im Südosten an das Federal Capital Territory. Große Teile der Schutzgebiete Foge Islands und Lower Kaduna-Middle Niger Floodplain liegen im Bundesstaat, es sind Feuchtgebiete von internationaler Bedeutung, die in die Liste der Ramsar-Konvention aufgenommen wurden. Ein Teil der Grenze zu Kebbi wird von dem Fluss Malendo gebildet.

## Bevölkerung
Bei der Volkszählung 1991 lebten im Bundesstaat Niger noch 2.482.367 Menschen. Nach dem Zensus von 2005 hat der Bundesstaat inzwischen 4.082.558 Einwohner. Damit befindet sich der Niger State im landesweiten Vergleich unter den Bundesstaaten auf Platz 18. Für 2016 wird von einer Bevölkerung von 5.556.200 Personen ausgegangen.
Die Bevölkerung des Bundesstaates Niger hängt etwa zu gleichen Teilen dem Islam und dem Christentum an. Dennoch wurde unter der Administration von Abdulkadir Kure am 13. Januar 2000 die islamische Scharia als grundlegende Quelle der Gesetzgebung des Bundesstaates eingeführt, diese gilt für Gebiete mit mehrheitlich muslimischer Bevölkerung im Bundesstaat.

## Geschichte
Der Bundesstaat wurde am 3. Februar 1976 aus einem Teil des früheren Bundesstaates „North-Western“ gebildet. Erster Gouverneur war zwischen 1. April 1976 und 1977 Murtala Myako. Gegenwärtiger Gouverneur ist seit 29. Mai 2015 Abubakar Sani Bello.

## Gouverneure und Administratoren
- Murtala Nyako (Gouverneur 1976–1977)
- Ebitu Ukiwe (Gouverneur 1977–1978)
- G. O. Oni (Gouverneur 1978–1979)
- Malam Awwal Ibrahim (Gouverneur 1979–1983)
- David Mark (Gouverneur 1984–1986)
- Garba Ali Mohammed (Gouverneur 1986–1987)
- Lawan Gwadabe (Gouverneur 1987–1992)
- Musa Inuwa (Gouverneur 1992–1993)
- Cletus Emein (Administrator 1993–1996)
- Simeon Oduoye (Administrator 1996–1998)
- Habibu Idris Shuaibu (Administrator 1998–1999)
- Abdulkadir Kure (Gouverneur 1999–2007)
- Mu'azu Babangida Aliyu (Gouverneur 2007–2015)
- Abubakar Sani Bello (Gouverneur seit 2015)

## Verwaltung
Die Hauptstadt des Staates ist Minna. Er gliedert sich in 25 Local Government Areas. Diese sind: Agaie, Agawara, Bida, Borgu, Bosso, Chanchaga, Edati, Gbako, Gurara, Katcha, Kontagora, Lapai, Lavun, Magama, Mariga, Mashegu, Mokwa, Moya, Paikoro, Rafi, Rijau, Shiroro, Suleja, Tafa und Wushishi.

## Wirtschaft
Das Bruttoinlandsprodukt des Bundesstaates Niger beläuft sich 2007 auf 6 Milliarden US-Dollar. Das BIP pro Kopf belief sich auf 1480 US-Dollar pro Einwohner.
Die Landwirtschaft ist der Hauptwirtschaftszweig in Niger. 80 Prozent der erwerbstätigen Bevölkerung des Bundesstaates sind in ihr beschäftigt. Die klimatischen und ökologischen Verhältnisse erlauben den Anbau von Getreide, Yams, Bohnen, Maniok, Reis, Hirse, Erdnüsse, Mais und Zuckerrohr.
An Bodenschätzen sind unter anderem Gold, Marmor, Kalkstein, Kreide und Kupfer vorhanden.